# Борден, Роберт Лэрд
Достопочтенный сэр Ро́берт Лэрд Бо́рден GCMG PC KC (англ. Robert Laird Borden; 26 июня 1854, Гран-Пре — 10 июня 1937, Оттава) — канадский политик и юрист, лидер Консервативной партии Канады (1867—1942) (1901—1920). Восьмой премьер-министр Канады (1911—1920), лидер официальной оппозиции (1901—1911). Он был третьим новошотландцем, занявшим эту должность. Доктор гражданского права. На его правление пришлось участие Канады в Первой мировой войне и иностранной интервенции в России, а также Виннипегская всеобщая забастовка.

## Первые шаги и жизненный путь
Борден родился и воспитывался в Гран-Пре в Новой Шотландии, земледельческой общине на севере Аннаполисской долины, где его прадед (Перри Борден-отец) поселился на акадийских землях в 1760. Прапрадедом Бордена был Роберт Денисон, один из первых английских поселенцев в Новой Англии и Новой Шотландии, прибывший в Америку из села Хедкорн, графство Кент в начале XVIII века. Он учится в Академии Акация-Вилла. Своего отца, Эндрю Бордена, он считал «человеком, наделённым большими способностями и здравым смыслом», человеком «спокойным, задумчивым, философского склада ума»; тем не менее, «ему не хватало энергии, и он не имел большого дара в делах». Его мать, Юнис Джейн Лэрд, была решительнее: Борден восхищался «[её] нравственной силой, удивительной энергией, большим честолюбием и исключительными способностями». Это честолюбие передалось её первенцу, учившемуся со старанием и помогавшему родителям в фермерской работе, которую он так ненавидел.
С 1869 по 1874 он работал преподавателем в Гран-Пре и Матоуане в Нью-Джерси. Не видя никакого будущего в просвещении, он вернулся в Новую Шотландию в 1874 и четыре года был стажёром в адвокатской фирме в Галифаксе (без университетского образования); в 1878 он был принят в коллегию адвокатов Новой Шотландии, став лучшим на испытаниях адвокатуры. Тогда Борден отправился в Кентвилл (Новая Шотландия) как младший партнёр консервативного адвоката Джона П. Чипмена. С 1880 Борден принадлежал к франкмасонству. В 1882 Уоллес Грэм попросил его вернуться в Галифакс, чтобы вступить в консервативную адвокатскую фирму под руководством Грэма и Чарльза Хибберта Таппера. После отъезда Грэма, назначенного судьёй, и Таппера, перешедшего в политику, к осени 1889 Борден стал старшим партнёром уже в 35-летнем возрасте. Обеспечив свою финансовую безопасность, 25 сентября 1889 он женился на дочери владельца скобяной лавки из Галифакса Лоре Бонд (1863—1940). Детей у них не было. В 1894 он купил большое имение к югу от Куинпулской дороги; пара окрестила своё новое жилище «Пайнхерст». В 1893 он выиграл первое из двух дел, которые он возбудил против судебного комитета Тайного совета Соединённого королевства. Он представлял большинство важнейших предприятий Галифакса и входил в распорядительные советы ряда новошотландских компаний, включая Bank of Nova Scotia и страховую компанию Crown Life. Став председателем Новошотландского барристерского общества в 1896, он инициировал организацию в 1896 в Монреале учредительных собраний Ассоциации канадской коллегии адвокатов. Ко времени ухода в политику Борден располагал крупнейшим в приморских провинциях адвокатским кабинетом и стал очень богат.

## Политическое поприще с 1896 по 1920
Борден был избран депутатом от округа Галифакса во время федеральных выборов 1896, по итогам которых Вильфрид Лорье стал премьер-министром. В 1901 Борден принял управление Консервативной партией и стал главой оппозиции. Он спокойно отстроил партию заново, после того как она потеряла свою власть и влияние с поражением сэра Чарльза Таппера в 1896. Он пришёл к власти на выборах 1911, построив кампанию на отрицании плана Лорье установить свободную торговлю между Канадой и США. Борден и консерваторы скорее ратовали за «имперское предпочтение», то есть использование таможенных тарифов для сокращения импорта из-за пределов Британской империи.

### Премьер-министр

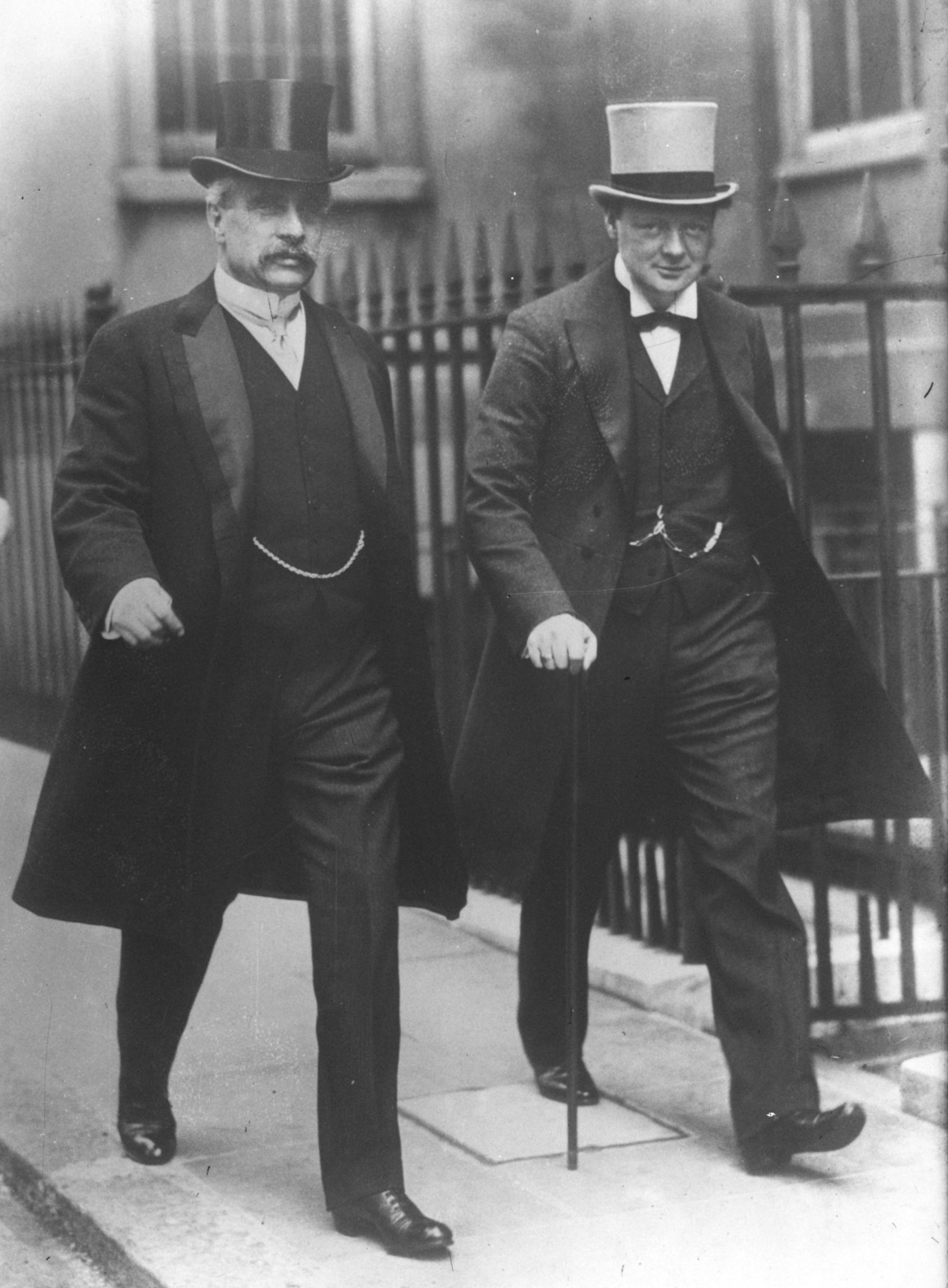
Борден (слева) и первый лорд Адмиралтейства Великобритании Уинстон Черчилль. 1912 год

Будучи премьер-министром Канады во время Первой мировой войны, Борден преобразовал своё правительство в администрацию военного времени, приняв в 1914 Закон о военных мерах. Борден призвал Канаду обеспечить 500 000 солдат для военного усиления. Однако добровольцы были немногочисленны, поскольку канадцы отдавали себе отчёт в том, что у войны не будет скорого и лёгкого конца. Борден, тем не менее, был настроен на соблюдение своих обязательств: он обеспечил принятие Закона о военной службе, что привело к кризису призыва на военную службу 1917 и разделило страну в лингвистическом плане. Непопулярный вопрос призыва на военную службу, несомненно, возвестил бы конец его правления на выборах 1917, если бы Борден не привлёк членов Либеральной партии (Лорье отказался) для создания юнионистского правительства. На выборах 1917 кандидаты от «правительства» (включая либерал-юнионистов) победили оппозиционных «либералов Лорье» в английской Канаде, что предоставило Бордену очень значительное парламентское большинство. «Либералы Лорье» почти исключительно представляли франкоязычные округа. На деле на фронт было отправлено очень мало новобранцев, так как канадская армия не располагала средствами материально-технического обеспечения для подготовки, комплектования командным составом и скорой доставки 500 000 человек в Европу. Но для Бордена, известного своим отвращением ко всему французскому, поляризация, которую должна была неизбежно вызвать эта мера, не была неудобством, и он лишь воспользовался разделением либеральной партии.
Война позволила Канаде проявить себя независимой державой. Борден хотел создать собственную канадскую армию, чтобы не разделять солдат и не определять их в британские дивизии. Министр ополчения Сэм Хьюз удостоверился в хорошей тренировке и подготовке канадцев к сражениям в своих собственных дивизиях, а главой канадских дивизий в Европе стал генерал Артур Керрай, хотя они по-прежнему были под британским командованием. Однако, отличившись на Сомме, при Ипре, Пассендале и особенно в битве на гребне Вими, канадские войска показали, что они были среди лучших в мире. Тем не менее, Сэма Хьюза критиковали за его настойчивость в вооружении канадских солдат канадскими ружьями, плохо приспособленными к условиям окопов. Его также критиковали в Квебеке за то, что он, будучи явным франкофобом, никак не отреагировал на инициативы по упрощению получения франкоязычными офицерских должностей и по их объединению в части под франкоязычным командованием.
В международных делах Борден сыграл решающую роль в преобразовании Британской империи в партнёрство равных государств — Содружество — понятие, впервые обсуждавшееся на имперском совещании в Лондоне во время войны. Борден также ввёл первые подоходные налоги, планировавшиеся как временная мера, но впоследствии так и не отменённые.
Убеждённый в том, что на полях сражений в Европе Канада получила государственный статус, Борден требовал отдельного места для страны на Парижской мирной конференции. Вначале Соединённое королевство выступало против этого, как и Соединённые Штаты Америки, считавшие, что такая делегация будет лишь дополнительным голосом для британцев. Борден возразил, что, поскольку Канада потеряла в войне больше людей, чем США, она, по меньшей мере, заслужила представление в качестве второстепенной державы. Британский премьер-министр Дэвид Ллойд Джордж, в конце концов, уступил и убедил осторожных американцев согласиться на присутствие отдельных канадской, австралийской, новозеландской и южноафриканской делегаций. Настойчивость Бордена не только позволила ему представить Канаду в Париже в качестве государства, но и обеспечила каждому доминиону возможность подписать Версальский договор самостоятельно и получить статус отдельного члена Лиги Наций.По настоянию Бордена договор был ратифицирован Парламентом Канады.
Борден стал последним премьер-министром, посвящённым в рыцари (за исключением Ричарда Беннетта, премьер-министра в 1930—1935 года, которому был присвоен титул виконта, однако уже после его переезда в Великобританию). Принятием постановления Никла в 1919 году канадская Палата общин проголосовала за прекращение практики присуждения канадцам британских рыцарских титулов.
В том же году Борден разрешил использование военной силы, чтобы положить конец всеобщей виннипегской забастовке. Между 1914 и 1917 в рамках возникшей в результате Первой мировой войны ксенофобии по отношению к гражданам Австро-Венгерской империи 8579 восточноевропейцев было заключено в тюрьму. В это число входит около 5000 украиноканадцев, некоторые из которых родились в Канаде. К тому же, было поставлено на учёт восемьдесят тысяч человек, при этом нарушались их основные гражданские права. В 1917 их лишили избирательного права.
Правительство Бордена национализировало железнодорожные компании Canadian Northern Railway и Grand Trunk Railway для последующего создания Компании государственных железных дорог Канады.

## После ухода из политики

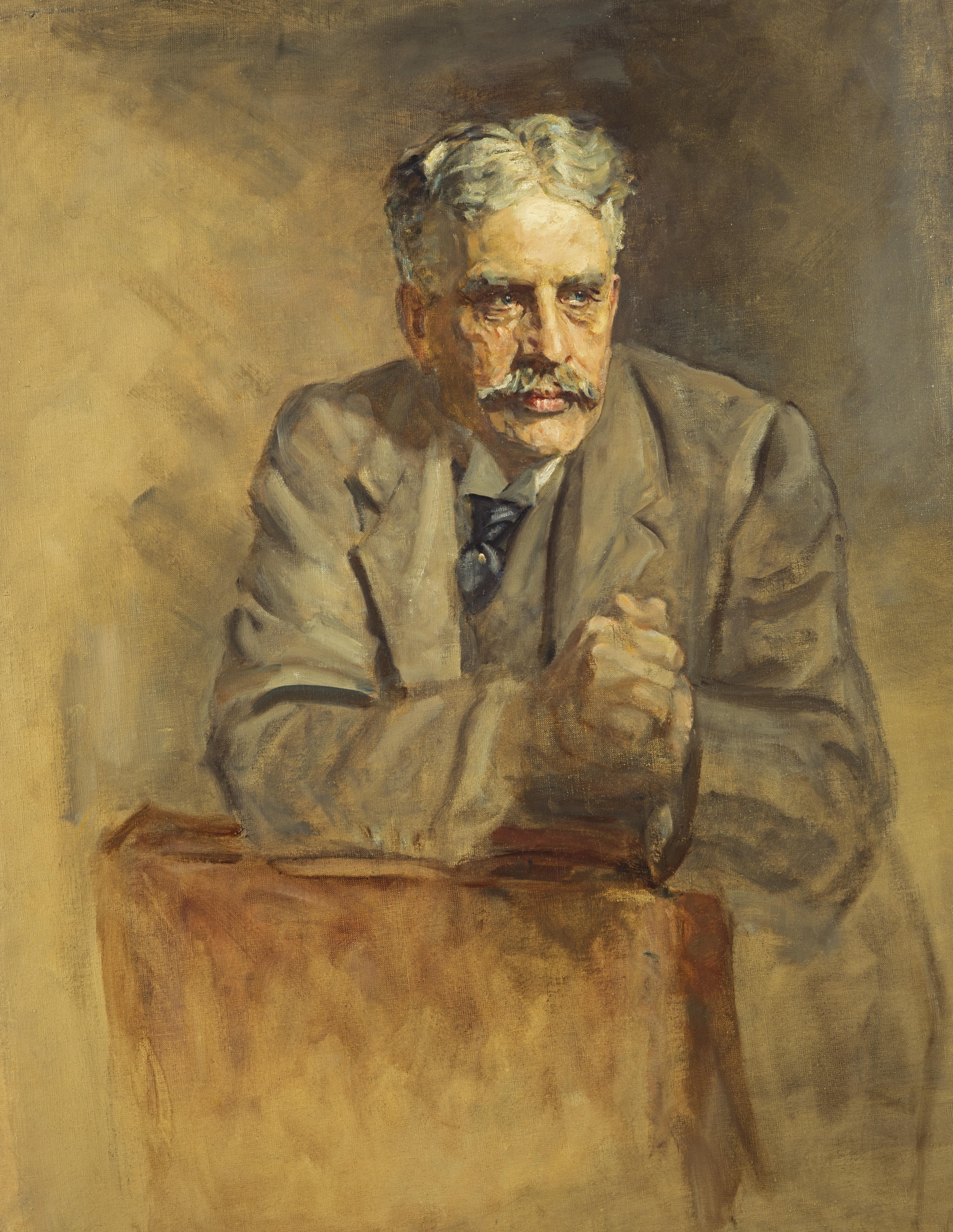
Джеймс Гатри. Портрет Роберта Бордена. 1920 год

Сэр Роберт Борден ушёл в отставку с должности премьер-министра в 1920. С 1924 по 1930 он был ректором Университета Куинс и президентом двух финансовых учреждений.

## Смерть
Борден скончался в Оттаве 10 июня 1937. Похоронен на кладбище Бичвуд в Оттаве (Онтарио). Могила Бордена достаточно скромна — на ней установлен лишь простой каменный крест.
Борден был последним премьер-министром, родившимся до 1867 года, когда была образована канадская конфедерация.

## Семья

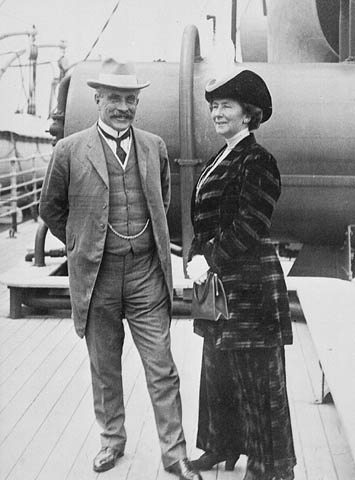
Роберт Борден с супругой направляются в Великобританию на борту корабля SS Royal George. 1912 год

В 1889 году Борден женился на Лоре Бонд, дочери торговца из Галифакса. С Лорой он прожил всю свою жизнь; она умерла в 1940 году, пережив мужа на три года. Лора Борден активно занималась благотворительностью и общественной деятельностью, была участницей борьбы за права женщин в Канаде. До 1901 года она была председателем Местного совета женщин Галифакса — общественной организации, которая боролась за права женщин этого города, одной из первых подобных организаций в Канаде.
Двоюродный брат Роберта Бордена, Фредерик Уильям Борден, был министром милиции и обороны Канады в правительстве Уилфрида Лорье. В отличие от Роберта, в молодости состоявшего в Либеральной партии, но позже перешедшего в Консервативную, Фредерик всю жизнь был убеждённым либералом. Двоюродный племянник Роберта Бордена, Гарольд Лоторп Борден (сын Фредерика), был солдатом канадских экспедиционных сил в англо-бурской войне. Он погиб в 1900 году, его гибель принесла ему общенациональную известность.

## Память

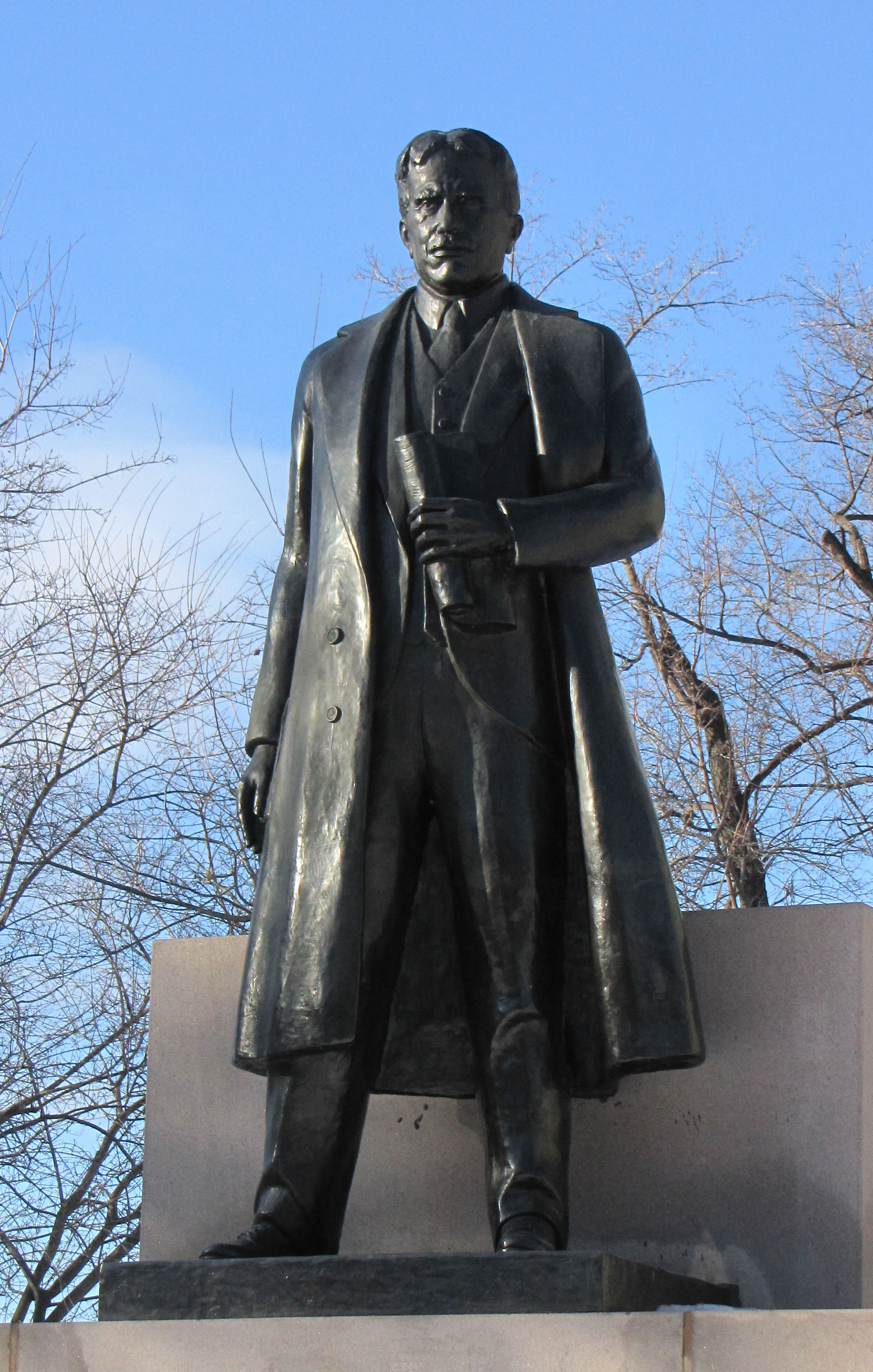
Статуя Роберта Бордена на Парламентском холме в Оттаве

В честь Роберта Бордена были названы два географических объекта — остров Борден в Канадском Арктическом архипелаге и город Борден в Западной Австралии. Также в честь политика названы две средние школы — в Непине (ныне часть Оттавы) и Скарборо (ныне часть Торонто), а также младшая средняя школа в Коул-Харбор, Новая Шотландия.
С 1976 года портрет Бордена изображён на банкноте в 100 канадских долларов. Однако в 2016 году правительство Канады заявило, что готовит смену дизайна канадских банкнот, и на новых денежных знаках портрета Бордена уже не будет.
На Парламентском холме в Оттаве установлена статуя Бордена.

## Основные принятые законы
- Закон о военных мерах (War Measures Act) в 1914
- Закон, облагающий налогом деловые прибыли в военное время, в 1916
- Закон о военном подоходном налоге в 1917
- Закон о военной службе в 1917

## Произведения
- 1938: Borden, Robert (1938). Robert Laird Borden: his memoirs; edited and with an introduction by Henry Borden. 2 vols. (xxii, 1061 p) London: Macmillan
- Canadian Constitutional Studies by Robert Borden at archive.org
- Comments on the Senate’s rejection of the Naval Aid Bill  by Robert Borden at archive.org
- Borden, Robert (1971) Letters to Limbo. Toronto; Buffalo, N.Y.: University of Toronto Press ISBN 0-8020-1839-4